# Свинаренко Петро Григорович
Петро Григорович Свинаренко (1911 — 27 травня 1942, місто Куп'янськ, Харківська область, УРСР, СРСР) — український радянський діяч, голова виконавчого комітету Харківської обласної ради депутатів трудящих. Депутат Верховної Ради СРСР 1-го скликання. Кандидат у члени ЦК КП(б)У в 1940—1942 роках.

## Біографія
У 1927 році вступив до комсомолу. Закінчив два курси комуністичного сільськогосподарського інституту імені Артема в Харкові.
Член ВКП(б) з 1931 року.
Працював на комсомольській роботі у Велико-Бурлуцькій машинно-тракторній станції (МТС) Харківської області.
У 1935—1937 роках — 1-й секретар Велико-Бурлуцького районного комітету ЛКСМ України Харківської області.
У 1937—1938 роках — голова виконавчого комітету Велико-Бурлуцького районної ради депутатів трудящих Харківської області. 12 грудня 1937 року був обраний депутатом Верховної Ради СРСР 1-го скликання.
У 1938 — січні 1940 року — заступник голови виконавчого комітету Харківської обласної ради депутатів трудящих.
З 8 січня 1940 року по 27 травня 1942 року — голова виконавчого комітету Харківської обласної ради депутатів трудящих. З 17 травня 1940 року по 27 травня 1942 року — кандидат у члени ЦК КП(б) України.
27 травня 1942 року загинув у Куп'янську Харківської області під час нальоту німецької авіації.

## Оцінки
Краєзнавець Клавдія Оковита приводить таку характеристику Свинаренка: «То був особливий керівник, — говорили ті, хто його знав. — Не було в районі тракторної бригади, польового стану, ферми, ланки, де б не побував голова райвиконкому. Він добре знав стан справ у кожному господарстві».

## Пам'ять
На його честь в Харкові названа вулиця Свинаренка Петра.